# Temple de Chitragupta
Le temple de Chitragupta (Sanskrit: चित्रगुप्त मन्दिर) - est un temple hindou situé à Khajurâho dans l'état du Madhya Pradesh, en Inde.
Il est dédié à Sūrya, le dieu soleil.
L'édifice fait partie du groupe situé à l'Ouest du site du patrimoine mondial de l'UNESCO au titre de l'Ensemble monumental de Khajuraho.

## Histoire
Sur la base de preuves épigraphiques, la construction du temple peut être datée à 1020-1025. Il a probablement été consacré le 23 février 1023, à l'occasion de Shivaratri.
Le temple a été classé « Monument d'Importance nationale » par l'ASI.

## Architecture
D'un point de vue architectural, il est très semblable au Temple de Devî Jagadambi. Il a un sanctuaire avec un chemin circumambulatoire, un vestibule, un maha-mandapa à transepts et un porche d'entrée.
La grande salle présente un plafond octogonal, qui est plus orné que le plafond correspondant du temple de Jagadambi. Ceci suggère que le temple de Chitragupta a été construit légèrement plus tard que le temple de Jagadambi. Le bâtiment a deux balcons (restaurés) et l'échelle ascendante des toits n'est pas aussi impressionnante que celle des temples plus grands de Khajurâho.

## Sculpture
Dans le sanctuaire se trouve une statue de Surya, partiellement cassée, montée sur un char tiré par sept chevaux. Surya est debout, vêtu d'une armure et de bottes et tenant des fleurs de lotus. Le linteau de la porte du sanctuaire comporte également trois images similaires, mais plus petites, de Surya.
Les murs extérieurs du temple sont couverts de couples érotiques, de Surasundari (figures féminines) et de dieux divers, dont un Vishnou à 11 têtes. Cette sculpture de Vishnou montre le dieu dans sa forme suprême avec son Dashâvatâras (ses dix avatars). Cette représentation rare n'existe nulle part ailleurs et aucun texte historique n'en fait mention.
Parmi les autres sculptures figurent des maithuna et des apsara montrant leur yoni en abaissant leurs vêtements.
Il y a aussi une sculpture de Shiva (Nandi (taureau)], qui est montrée avec un corps humain et une tête de taureau.
Ces sculptures (et celles du temple Jagadambi) peuvent être datées d'après les sculptures du Temple de Vishvanatha, mais d'avant les celles du Temple de Kandariya Mahadeva.

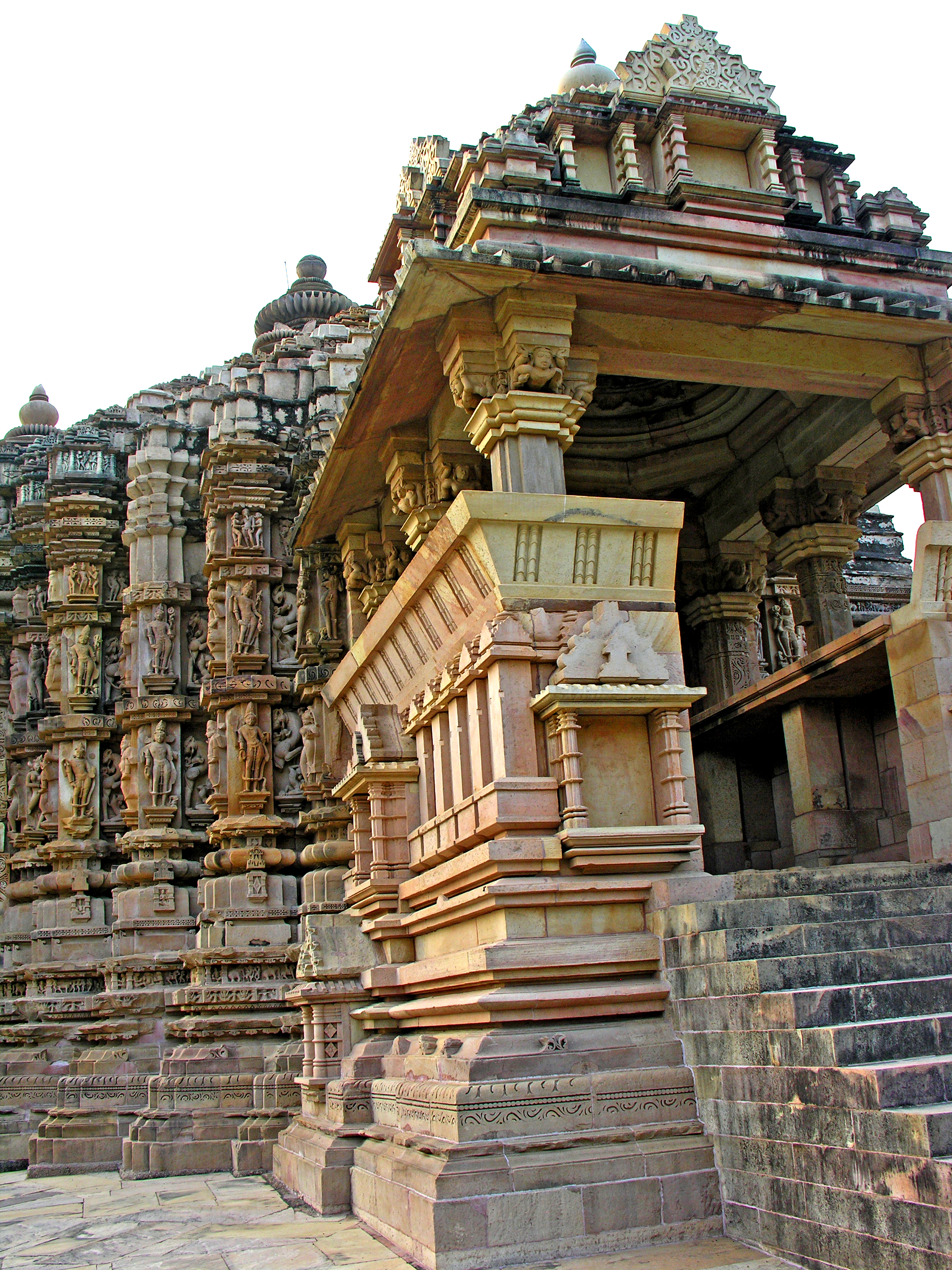
Balcon et porche d'entrée.
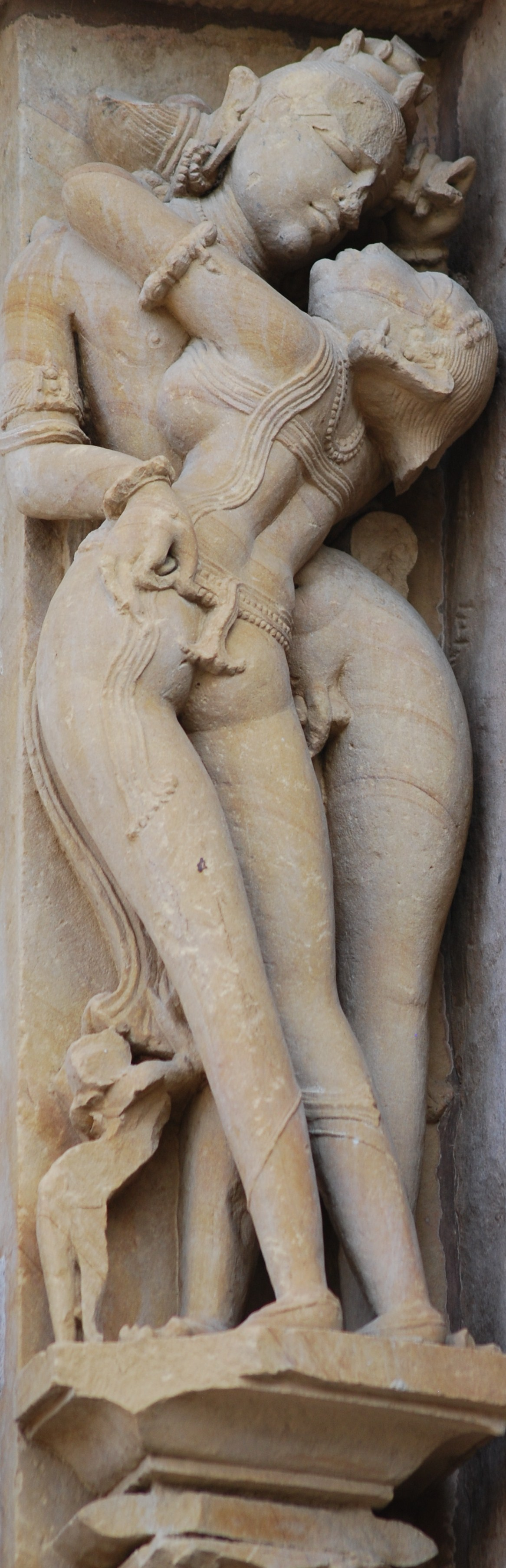
Maithuna.
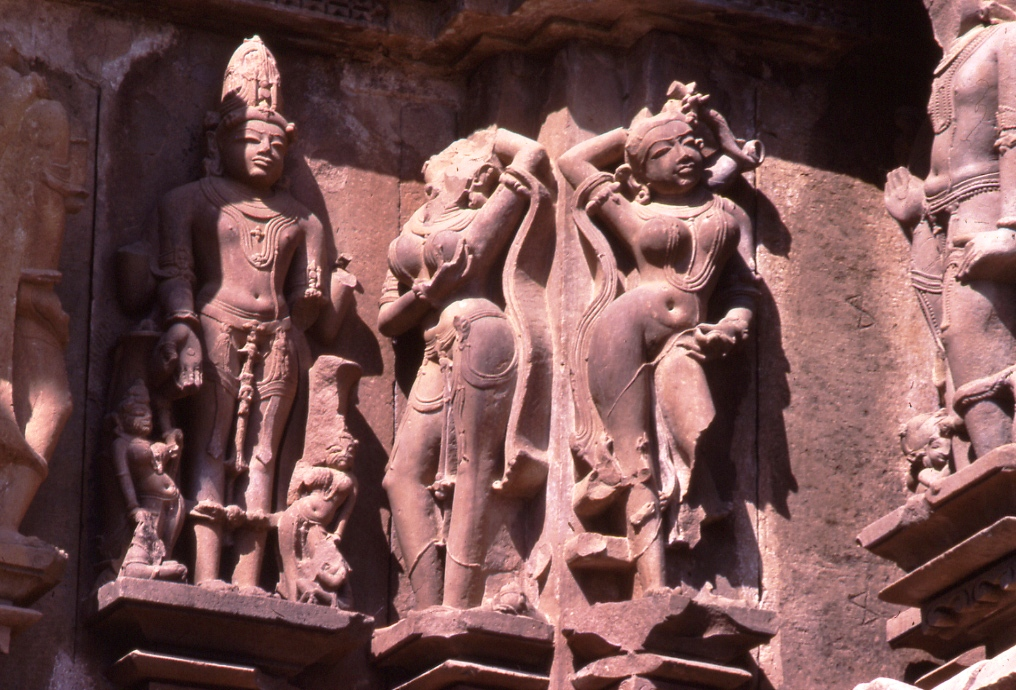
A droite, une Apsara montre son yoni.
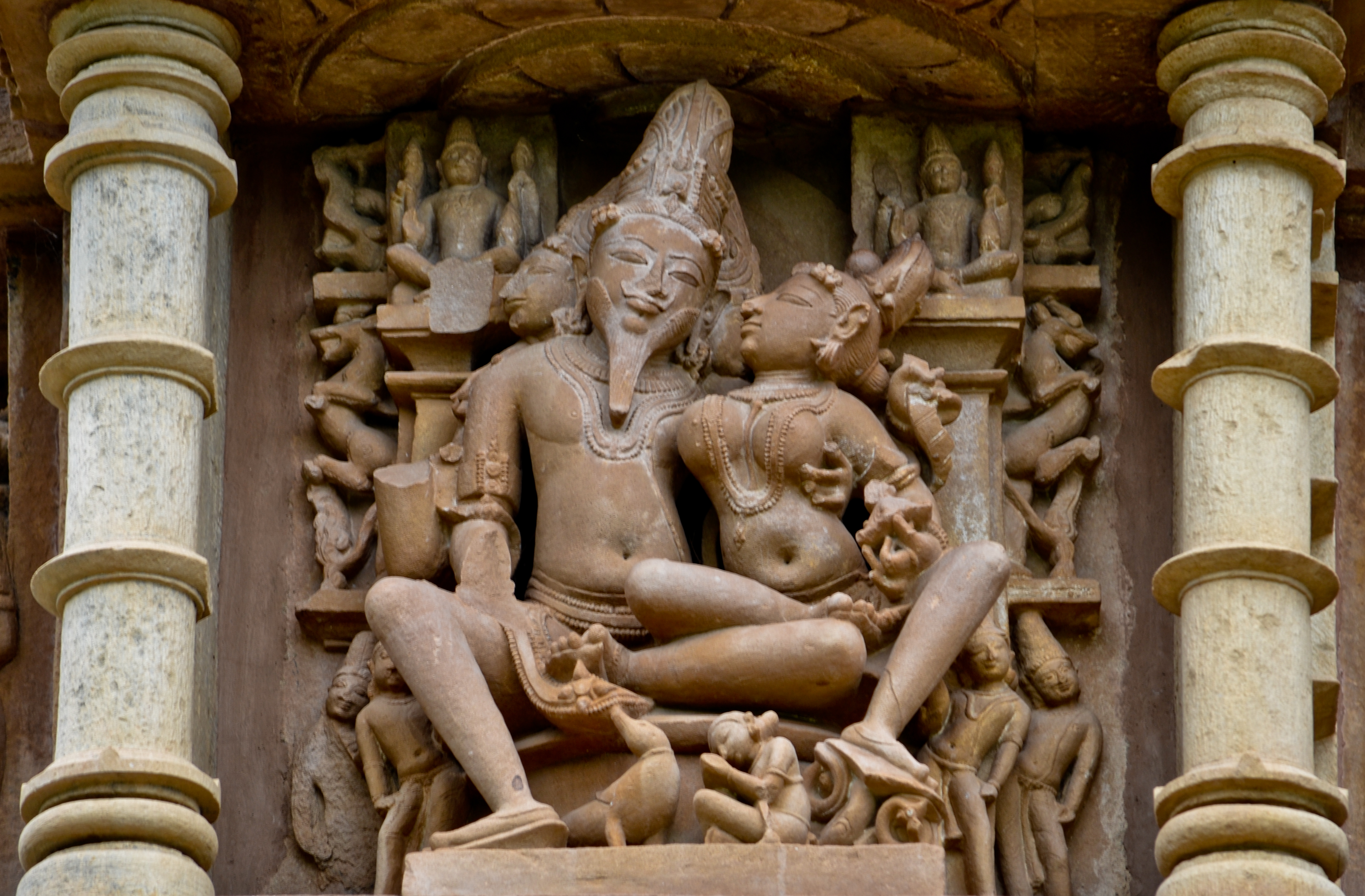
Brahma et une concubine.